# Панорама (місто)
Панорама (грец. Πανόραμα) — муніципалітет у Греції, передмістя Салонік.
У Панорамі розташовані Американський коледж Салонік та клініка Святого Луки.

## Населення
У період з 1981 по 1991 рік населення Панорами зростала найшвидшими темпами у порівнянні з іншими муніципалітетами ному Салоніки.
| Рік  | Місто  |
| ---- | ------ |
| 1981 | 4,193  |
| 1991 | 10,278 |
| 2001 | 14,456 |